# Charles W. Gillet
Charles William Gillet, född 26 november 1840 i Addison, New York, död 31 december 1908 i New York, var en amerikansk politiker (republikan). Han var ledamot av USA:s representanthus 1893–1905.
Gillet efterträdde 1893 John Raines som kongressledamot. Han satt i representanthuset i tolv år och dog tre år efter att ha lämnat kongressen. Han är begravd på Rural Cemetery i Addison.